# Ludwig von Wallmoden-Gimborn
Grof Ludwig Georg Thedel von Wallmoden-Gimborn, avstrijski general angleškega rodu, * 1769, † 1862.
Bil je eden izmed pomembnejših generalov, ki so se borili med Napoleonovo invazijo na Rusijo; posledično je bil njegov portret dodan v Vojaško galerijo Zimskega dvorca.

## Življenje
Rodil se je angleškemu diplomatu na Dunaju. Vojaško službo je sprva pričel v hannoverski vojski, nato pa je bil leta 1790 premeščen v prusko. Po podpisu baselskega miru je vstopil v avstrijski huzarski polk. 
Leta 1807 je bil povišan v generalmajorja in postal je poveljnik brigade. Leta 1809 se je udeležil vojne četrte kampanje. Po vojni je postal divizijski poveljnik.
Leta 1813 je prestopil v rusko službo; postal je poveljnik rusko-nemške legije in drugih enot v severni Nemčiji. 17. maja 1815 je zapustil rusko službo in se vrnil v Avstrijo. Leta 1848 je sodeloval v italijanski kampanji Radetzkega.